# Anthurium acaule
Espèce
Anthurium acaule est une espèce de plantes à fleurs de la famille des Araceae. C'est une plante herbacée épiphyte,. Elle est endémique à la Martinique. La plante a une histoire taxonomique compliquée, et le nom Anthurium acaule a été appliqué à plusieurs autres plantes.

## Description
Anthurium acaule est épiphyte ou rupicoles. La longueur du pétiole est de 2-6 cm ; le limbe est non lobé, mesurant entre 40-56 cm (parfois jusqu'à 1,3 m) de long et 8-10 cm de large. Les jeunes baies sont vertes. Le pédoncule est vert avec de minuscules taches brunes et mesure 28-29 cm de long. La spathe mesure 8-11 cm de long tandis que le spadice mesure 9-15 cm de long.

## Liste des variétés
Selon GBIF (21 mai 2025) :
- Anthurium acaule var. acaule
- Anthurium acaule var. portoricense Kuntze, 1891

## Systématique
Le nom correct complet (avec auteur) de ce taxon est Anthurium acaule (Jacq.) Schott.
L'espèce a été initialement classée dans le genre Pothos sous le basionyme Pothos acaulis Jacq..
Anthurium acaule a pour synonymes :
- Anthurium lanceolatum (L.) Schott
- Anthurium martinicense Engl.
- Pothos acaulis Jacq.
- Pothos brachypodos Tausch
- Pothos lanceolatus L.

Anthurium acaule est dénommée martinican anthurium et Ti sigin en créole.